# 真紅なる海に祈りを -アントニーとクレオパトラ-
『真紅なる海に祈りを-アントニーとクレオパトラ-』（しんくなるうみにいのりを アントニーとクレオパトラ）は、宝塚歌劇団のミュージカル作品。宝塚、東京、地方公演は16場。
福岡市民会館公演の形式名は「ミュージカル」、それ以外の公演は「ミュージカル・ロマン」。
花組公演。脚本・演出は柴田侑宏。
併演作品は『ヒーローズ』。

## 概要
※『宝塚歌劇100年史（舞台編）』の宝塚大劇場公演を参考にした。
ウィリアム・シェイクスピアの『ジュリアス・シーザー』と『アントニーとクレオパトラ』の2作を再構成した作品。
マーク・アントニーとクレオパトラの悲恋物語を描いている。

## あらすじ
※『宝塚歌劇100年史（舞台編）』の宝塚大劇場公演を参考にした。
時は紀元前40年の古代ローマ。英雄ジュリアス・シーザーの死後、腹心のアントニーが人心を掌握、執政官の一人の地位を得た。アントニーはエジプトに赴き、シーザーの恋人であったクレオパトラと出会う。たちまち2人は激しい恋に落ちていくのだが…。

## 公演期間と公演場所
- 1986年6月27日 - 8月6日[4]（新人公演：7月11日[5]）　宝塚大劇場
- 1986年11月3日 - 11月30日[6]（新人公演：11月12日[7]）　東京宝塚劇場
- 1987年4月16日 - 4月29日　地方公演[2]（4月16日・大津、18日・市川、19日・綾瀬、21日・川崎、22日・前橋、24日・浦和、25日・郡山、26日・仙台、28日・浜松、29日・犬山）
- 1987年5月1日 - 5月5日[2]　福岡市民会館
- 1987年5月7日・8日　地方公演[2]（久留米）

## スタッフ（宝塚・東京）
※氏名の後ろに「宝塚」、「東京」の文字がなければ両公演共通
- 訳：小田島雄志
- 作曲・編曲：寺田瀧雄
- 音楽指揮：野村陽児（宝塚）、伊沢一郎（東京・俳優ではない）
- 振付：司このみ
- 装置：大橋泰弘
- 衣装：任田幾英
- 照明：今井直次
- 小道具：上田特市
- 効果：扇野信夫
- 音楽監督：松永浩志
- 演出助手：正塚晴彦、石田昌也
- 舞台進行：川口俊一
- 製作担当：柏原正一（東京）
- 制作：田中拓助

## 主な配役

### 宝塚・東京
※氏名の後ろに「宝塚」、「東京」の文字がなければ両公演共通
本公演
- マーク・アントニー - 高汐巴
- クレオパトラ - 秋篠美帆
- ドミシアス・イノバーバス - 大浦みずき
- ジュリアス・シーザー、オクテヴィアス・シーザー - 朝香じゅん
- チャーミアン - ひびき美都
- レピダス - 宝純子
- ブルータス - なかいおり
- キャシアス - 真汐ちなみ
- オクテヴィア - 水原環
- アグリッパ - 磯野千尋
- イアロス - 瀬川佳英
- ベンテリアス - 幸和希
- カルパーニア - 北小路みほ
- ママルーキス - 青柳有紀（宝塚）、峰丘奈知（東京）
- オプチーナ - 峰丘奈知（宝塚）、桜木星子（東京）

新人公演
- アントニー - 真矢みき
- クレオパトラ - 水原環
- イノバーバス - 安寿ミラ
- シーザー、小シーザー - 友麻夏希
- チャーミアン - 峰丘奈知
- オクテヴィア - 梢真奈美
- レピダス - 友樹こころ
- ブルータス - 舵一星
- キャシアス - 三矢直生
- アグリッパ - 鏡ちとせ
- イアロス - 大空希望

### 地方公演・福岡市民会館公演
- アントニー - 高汐巴
- クレオパトラ - 秋篠美帆
- シーザー、オクテヴィアス - 朝香じゅん
- イノバーバス - 瀬川佳英
- チャーミアン - ひびき美都
- カルパーニア - 北小路みほ
- アグリッパ - 磯野千尋
- ベンタリアス - 星邑礼緒
- キャシアス - 真汐ちなみ
- ブルータス - なかいおり
- レピダス - 宝純子
- イアロス - 舵一星

## 主な楽曲
- 真紅なる海に祈りを

備考 「真紅なる海に祈りを アントニーとクレオパトラ」(LPレコード(TMP・宝塚音楽出版))